# Provincia de Inquisivi
La provincia de Inquisivi es una provincia boliviana ubicada en el departamento de La Paz, al oeste del país. Tiene un área de 6430 km² y una población de 66 346 habitantes (de acuerdo al censo del 2012).

## Historia
En la administración del Mariscal de Zepita, Andrés de Santa Cruz, por Decreto Supremo de 16 de julio de 1838 se creó la actual provincia bajo el nombre de Provincia de Montenegro, en homenaje a la victoria boliviana alcanzada en Montenegro, por el ejército nacional ante las fuerzas militares de la República Argentina durante la Confederación Perú-Boliviana.
En el gobierno del general José Ballivián, por Ley de 2 de noviembre de 1844, se cambió el nombre de Montenegro por Ingavi en conmemoración por la victoria lograda al mando precisamente del General Ballivián contra el ejército del Perú. Al existir ya la Provincia de Ingavi, los habitantes de la provincia omitieron el cambio al nombre y con el transcurso del tiempo fue conocida con el nombre de su capital “Inquisivi”.
El 4 de diciembre de 1866, el presidente Mariano Melgarejo emitió un decreto supremo en el que pasó el territorio de la provincia de Inquisivi, antes perteneciente al departamento de La Paz, al departamento de Cochabamba. Pocas semanas después, mediante el decreto supremo del 1 de enero de 1867, el cantón Yaco, perteneciente en ese entonces a la provincia de Sica Sica (actual provincia de Aroma), pasó a formar parte de la provincia de Inquisivi, y por ende también del departamento de Cochabamba. Sin embargo, posterior al gobierno de Melgarejo, estos decretos no tuvieron mayor efecto.
El 2 de noviembre de 1884, mediante Ley dictada en la presidencia del general Narciso Campero, se oficializó definitivamente el nombre de la Provincia como “Inquisivi” con capital provincial la localidad del mismo nombre “Inquisivi”.

## Geografía
La provincia de Inquisivi se ubica en el extremo sureste del departamento de La Paz, al oeste del país. Limita al norte con la provincia de Sud Yungas, al oeste con la provincia de Loayza, al sur con la provincia de Cercado en el departamento de Oruro y al este con las provincias de Ayopaya y Tapacarí en el departamento de Cochabamba. La capital de la provincia es el municipio de Inquisivi.

## Demografía
De acuerdo con el censo boliviano de 2024, la población de la provincia de Inquisivi es de 86 216 habitantes.
La población de la provincia ha aumentado casi un tercio en las últimas tres décadas:
| Año  | Habitantes | Fuente |
| ---- | ---------- | ------ |
| 1992 | 57 345     | Censo  |
| 2001 | 59 495     | Censo  |
| 2012 | 66 346     | Censo  |
| 2024 | 86 216     | Censo  |

## Estructura
La provincia de Inquisivi está dividida en 6 municipios:
1. Inquisivi
2. Quime
3. Cajuata
4. Colquiri
5. Ichoca
6. Villa Libertad Licoma